# Analyse des Infiniment Petits pour l'Intelligence des Lignes Courbes

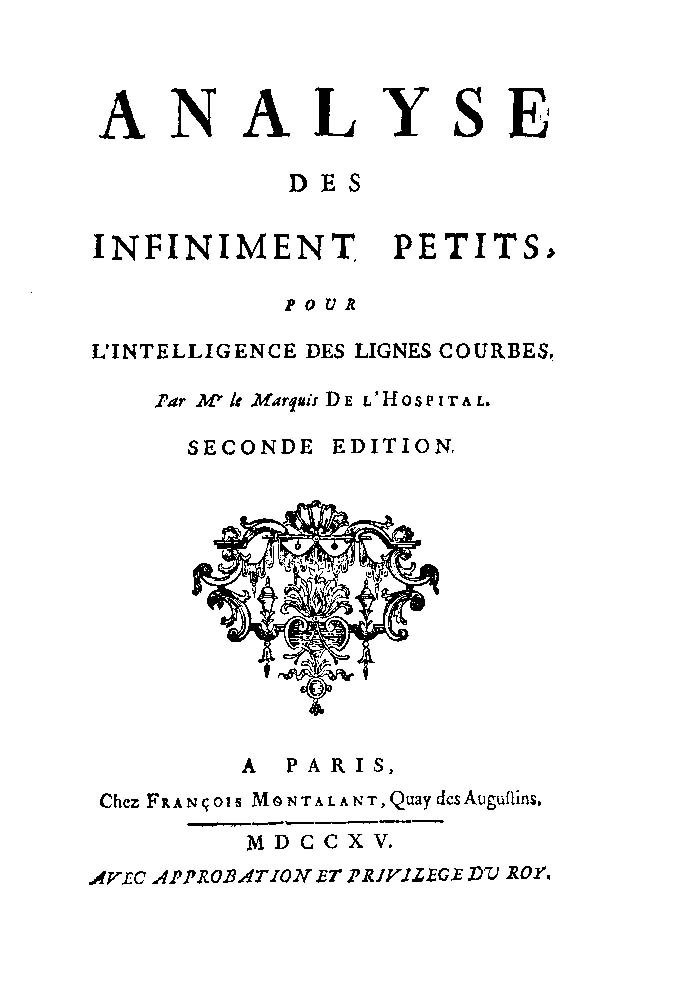
Analyse des infiniment petits pour l'intelligence des lignes courbes

Analyse des Infiniment Petits pour l'Intelligence des Lignes Courbes (en español, análisis de los infinitamente pequeños para el estudio de las líneas curvas), es una obra escrita por Guillaume de l'Hôpital. Es una de las primeras obras en las que se estudia el cálculo diferencial.